# GVV Be Quick in het seizoen 1956/57
Het seizoen 1956/1957 was het derde jaar in het bestaan van de Groninger betaaldvoetbalclub Be Quick. De club kwam uit in de Tweede divisie A en eindigde daarin op de vijfde plaats. Tevens deed de club mee aan het toernooi om de KNVB beker, hierin werd de club in de vierde ronde uitgeschakeld door SHS (2–4).

## Wedstrijdstatistieken

### Tweede divisie A
|       | Enschedese Boys | Go Ahead | Heerenveen | Heracles | Leeuwarden | Oldenzaal | Oosterparkers | PEC   | Rheden | Tubantia | Veendam | Velocitas | Zwartemeer | Zwolsche Boys |
| ----- | --------------- | -------- | ---------- | -------- | ---------- | --------- | ------------- | ----- | ------ | -------- | ------- | --------- | ---------- | ------------- |
| Thuis | 3 – 1           | 3 – 0    | 2 – 1      | 2 – 3    | 3 – 2      | 4 – 0     | 2 – 3         | 7 – 1 | 1 – 1  | 4 – 1    | 2 – 4   | 2 – 2     | 3 – 3      | 6 – 0         |
| Uit   | 1 – 3           | 1 – 0    | 1 – 3      | 2 – 2    | 2 – 1      | 0 – 1     | 0 – 5         | 3 – 2 | 1 – 0  | 1 – 1    | 2 – 2   | 2 – 1     | 2 – 1      | 3 – 2         |

### KNVB beker
| 1e ronde                                              | Gruno                                                                | 0 – 7 (0 – 2) | Be Quick                                                                |
| 28 augustus 1956 Plaats: Groningen Sportpark West-End |                                                                      |               | Jenne Smit Roel Greving –', –', –', –' Kees van der Leij Klaas Lugthart |
| 2e ronde                                              | Velocitas                                                            | 3 – 3 (2 – 1) | Be Quick                                                                |
| 16 september 1956 Plaats: Groningen Stadspark         | Evert Drommel Klaas van der Veen –', –'                              |               | 7', 75' (pen.), 80' Jenne Smit                                          |
| 3e ronde                                              | Elinkwijk                                                            | 1 – 2 (1 – 2) | Be Quick                                                                |
| 26 december 1956 Plaats: Utrecht Amsterdamsestraatweg | Wim de Jongh                                                         |               | 16' Piet de Boer 32' Kees van der Leij                                  |
| 4e ronde                                              | SHS                                                                  | 4 – 2 (2 – 1) | Be Quick                                                                |
| 3 maart 1957 Plaats: Den Haag Houtrust                | Piet Dekker 18' Piet Groeneveld 30' Jan van Geen 78' Cock Clavan 90' |               | 20' Jan Fabels 67' Wim van Dalsum                                       |

## Statistieken Be Quick 1956/1957

### Eindstand Be Quick in de Nederlandse Tweede divisie A 1956 / 1957
| Stand | Gespeeld | Gewonnen | Gelijk | Verloren | Punten | Doelpunten voor | Doelpunten tegen |
| ----- | -------- | -------- | ------ | -------- | ------ | --------------- | ---------------- |
| 5e    | 28       | 12       | 6      | 10       | 30     | 68              | 43               |

### Topscorers
| #              | Naam                               | Goal |
| -------------- | ---------------------------------- | ---- |
| 1.             | Kees van der Leij                  | 22   |
| 2.             | Roel Greving                       | 10   |
| 3.             | Jenne Smit                         | 8    |
| 4.             | Klaas Lugthart                     | 7    |
| 5.             | Ap Hansems                         | 6    |
| 6.             | Jan Fabels                         | 5    |
| 7.             | Peter de Boer                      | 4    |
| 8.             | Dirk Huisman                       | 2    |
| 8.             | Klep Kuipers                       | 2    |
| 10.            | Wim van Dalsum                     | 1    |
| Eigen doelpunt |                                    |      |
| –              | Toone van der Kolk (Zwolsche Boys) | 1    |
| Totaal         | Totaal                             | 68   |

| #      | Naam              | Goal |
| ------ | ----------------- | ---- |
| 1.     | Kees van der Leij | 5    |
| 2.     | Jenne Smit        | 4    |
| 3.     | Wim van Dalsum    | 1    |
| 3.     | Jan Fabels        | 1    |
| 3.     | Wim de Jongh      | 1    |
| 3.     | Klaas Lugthart    | 1    |
| Totaal | Totaal            | 13   |